# Ashes of Ares (musikalbum)
Ashes of Ares är det amerikanska death metal-bandet Ashes of Ares självbetitlade debutalbum, utgivet 6 september 2013 av skivbolaget Nuclear Blast.

## Låtlista
1. "The Messenger" – 5:07
2. "Move the Chains" – 4:33
3. "On Warrior's Wings" – 5:19
4. "Punishment" – 5:20
5. "This Is My Hell" – 5:13
6. "Dead Man's Plight" – 4:40
7. Chalice of Man" – 3:48
8. "The Answer" – 3:51
9. "What I Am" – 4:06
10. "The One-Eyed King" – 4:24

Bonusspår (div. utgåvor)
1. "The Answer (Acoustic Version)" – 3:51

## Medverkande
Musiker (Ashes of Ares-medlemmar)
- Matt Barlow – sång
- Freddie Vidales – gitarr, basgitarr
- Van Williams – trummor

Bidragande musiker
- Jim Morris – sång (spår 2, 9), keyboard (spår 9)
- Dave Kaminsky – sång (spår 2, 9)
- Jeff Loomis – sologitarr (spår 4)
- Gio Geraca – sologitarr (spår 7)
- Kris Rodgers – keyboard (spår 8)

Produktion
- Jim Morris – producent, ljudtekniker, ljudmix, mastering